# Grace Alderman
Grace Muriel Alderman (* 1885; † 1968 in Essex) war eine britische Suffragette.

## Leben
Alderman wurde 1885 geboren. Ihr Berufsleben begann als Maschinistin, später heiratete sie einen Anwalt, behielt aber ihren eigenen Namen bei.
Alderman trat der Women’s Social and Political Union (WSPU) von Preston bei. Die Treffen der Prestoner WSPU-Gruppe fanden zunächst in Edith Rigbys Haus am Winkley Square statt und Alderman war die Leiterin.
Am 13. Februar 1907 nahm Alderman zusammen mit Rigby, Beth Hesmondhalgh und Rose Towler als Delegation aus Preston am zu den eigentlichen Parlamentssitzungen parallel veranstalteten Women's Parliament in der Caxton Hall teil. Die Frauen versuchten ins Unterhaus zu gelangen. Siebenundfünfzig Frauen wurden verhaftet und für einen Monat ins Holloway Prison inhaftiert, darunter Alderman.
Aufgrund der sich ausbreitenden Militanz wurde Frauen der Zugang zu politischen Veranstaltungen verwehrt, und die Straßen um die Veranstaltungsorte wurden vorab geräumt. Dennoch versuchte eine große Menschenmenge, die auf 6.000 geschätzt wurde, am 3. Dezember 1909 zu einer Veranstaltung von Winston Churchill zu gelangen. Alderman stand mit einer großen Gruppe vor dem Veranstaltungsort an den Absperrungen in der Fox Street und weigerte sich, den Standort zu verlassen, nachdem ihr der Zutritt verweigert worden war. Sie wurde von der Polizei unsanft von ihrem Platz geholt. Alderman wurde wegen „Behinderung“ verhaftet und zusammen mit Rigby, Hesmondhalgh und Margaret Hewitt zu sieben Tagen Gefängnis oder zur Zahlung einer Geldstrafe verurteilt. Bei ihrem Erscheinen vor Gericht entschied sie sich für das Gefängnis und sagte, dass sie als arbeitende Frau den Wert des Wahlrechts kenne. Sie und die anderen traten in den Hungerstreik und wurden zwangsernährt.
Von Aldermann sind Briefe Towlers Sohn Ronald Towler von 1964 erhalten, in denen sie von den Erfahrungen der Suffragetten von Preston erzählt. Sie entstanden kurz bevor sie 1968 in Essex starb.